# Laughing Stock
Laughing Stock (en español: Hazmerreír) es el quinto y último álbum de estudio de la banda británica Talk Talk. Fue publicado el 16 de septiembre de 1991 a través de la imprenta Verve, una subsidiaria de Polydor. Luego de las extenuantes grabaciones de su álbum previo, el bajista Paul Webb abandono la banda, dejando a Hollis y Harris como dúo.
Nuevamente las grabaciones fueron realizadas en Highbury a cargo del productor Tim Friese-Greene y el ingeniero Phill Brown, tomando siete meses para grabar todo el material. Una vez publicado el álbum, la banda fue disuelta de manera silenciosa, con Lee Harris reuniéndose con Paul Webb en el proyecto experimental .O.rang. Por su parte, Mark Hollis publicó un álbum de estudio como solista en 1998, para cumplir con su contrato de dos álbumes para Polydor.
Tanto este álbum como el previo han sido citados como piezas claves en el desarrollo del género post-rock, con Stylus Magazine nombrándolo el mejor álbum post-rock en una lista de 2007. Por su parte, Pitchfork lo nombró como el undécimo mejor álbum de la década de 1990, describiendo “[es] un álbum que hace su propio ambiente y se vuelve más que la suma de sus sonidos”.

## Concepto
Una vez finalizado la extenuante disputa legal con EMI, fueron firmados por el sello Verve, donde Hollis estaba complacido ya que The Mothers of Invention solían formar parte del sello. Al hablar sobre un concepto en el álbum, Hollis sólo mencionaba palabras como “virtud” y “carácter”, pero también percibe que el material está arraigado en lo religioso, donde su canto y forma de interpretar letras es asemejado al góspel.
En una entrevista promocional en casete, Hollis describe a la introductoria «Myrrhman» como una “afinación”, con aspecto más parecido a una obertura. En esa línea argumental, el sonido de la batería de Lee Harris fue conceptualizada por Hollis para que se asemejara a «In a Sentimental Mood» de Duke Ellington y John Coltrane, describiendo: “suena como si el tipo estuviera arreglando su equipo para la siguiente canción”.

## Grabación
Similar a Spirit of Eden, gran parte del material fue construido a través de improvisaciones. Nuevamente las grabaciones fueron realizadas en ambientes oscuros, inspirados en las grabaciones que tuvo el ingeniero Phill Brown al trabajar el álbum de Traffic en 1967. A pesar de ello, el proceso de grabación en general fue descrito por Brown como «más convencional de los 80's», al compararlo con Spirit. Aunque describe haber utilizado cintas análogas para guardar ideas de grabación, las técnicas de overdubbing fueron más extensas con el fin de poder juntar la mayor cantidad de texturas posibles. Ya que los instrumentos eran grabados de manera individual, también eran captados los sonidos naturales en los micrófonos, siendo un proceso exhaustivo de edición.

## Portada
Diseñado nuevamente por James Marsh, tuvo una reunión con el manager Keith Aspden para discutir ideas luego de escuchar algunas canciones del álbum. En primera instancia, su idea consistía de una colección de aves en peligro de extinción tomando la forma de un ave más grande sobrevolando un terreno desolado. Por petición de Hollis, la portada definitiva contiene las aves en un árbol esférico formando los continentes del planeta, esto para crear una conexión visual con Spirit of Eden. Por otra parte, el concepto original fue utilizado en la caja recopilatoria After the Flood.

## Lista de canciones
Todas las canciones escritas y compuestas por Tim Friese-Greene y Mark Hollis. 
| N.º   | Título            | Duración |  |
| 1.    | «Myrrhman»        | 5:33     |  |
| 2.    | «Ascension Day»   | 6:00     |  |
| 3.    | «After the Flood» | 9:39     |  |
| 4.    | «Taphead»         | 7:39     |  |
| 5.    | «New Grass»       | 9:40     |  |
| 6.    | «Runeii»          | 4:58     |  |
| 43:29 |                   |          |  |

## Personal
Talk Talk
- Mark Hollis – voces, guitarra, piano, órgano, melódica, variophon.
- Lee Harris – batería, percusión.

Otros músicos
- Tim Friese-Greene – productor, piano, órgano, armonio.
- Mark Feltham – harmónica.
- Martin Ditcham – percusión.
- Levine Andrade, Stephen Tees, George Robertson, Gavyn Wright, Jack Glickman, Garfield Jackson, Wilf Gibson – viola.
- Simon Edwards, Ernest Mothle – bajo acústico.
- Roger Smith, Paul Kegg – cello.
- Henry Lowther – trompeta, fliscorno.
- Dave White – clarinete contrabajo.

Técnico
- Phill Brown – ingeniería.
- James Marsh – ilustración de carátula.

## Posicionamiento en listas
| Listas (1991–2019)            | Mejor posición |
| ----------------------------- | -------------- |
| Alemania (Offizielle Top 100) | 65             |
| Escocia (Scottish Albums)     | 95             |
| Países Bajos (Album Top 100)  | 60             |
| Reino Unido (UK Albums)       | 26             |